# Konferencja w San Remo
Konferencja w San Remo – międzynarodowa konferencja zorganizowana przez ententę po I wojnie światowej w dniach 19-26 kwietnia 1920 roku w mieście San Remo we Włoszech.
Wzięli w niej udział przedstawiciele czterech głównych sprzymierzonych mocarstw biorących udział w I wojnie światowej. Wielką Brytanię reprezentował premier David Lloyd George, Francję reprezentował premier Alexandre Millerand, Włochy reprezentował premier Francesco Saverio Nitti, Grecję reprezentował premier Elefterios Wenizelos, a Japonię ambasador K. Matsui. Celem konferencji było określenie mandatów Ligi Narodów w celu administrowania byłymi ziemiami Imperium osmańskiego na Bliskim Wschodzie.
W wyniku rozmów nie zdołano określić dokładnych granic dla wszystkich terytoriów i praca ta została dokończona dopiero cztery lata później. Decyzje podjęte na konferencji w San Remo zostały dołączone w sierpniu 1920 do treści traktatu pokojowego z Sèvres zawartego z Turcją (Sekcja VII, Art 94-97). Ponieważ Turcja odrzuciła ten traktat, decyzje konferencji zostały ostatecznie potwierdzone przez Ligę Narodów 24 lipca 1922. Turcja przyjęła te warunki, podpisując traktat w Lozannie w 1923.

## Tło wydarzeń

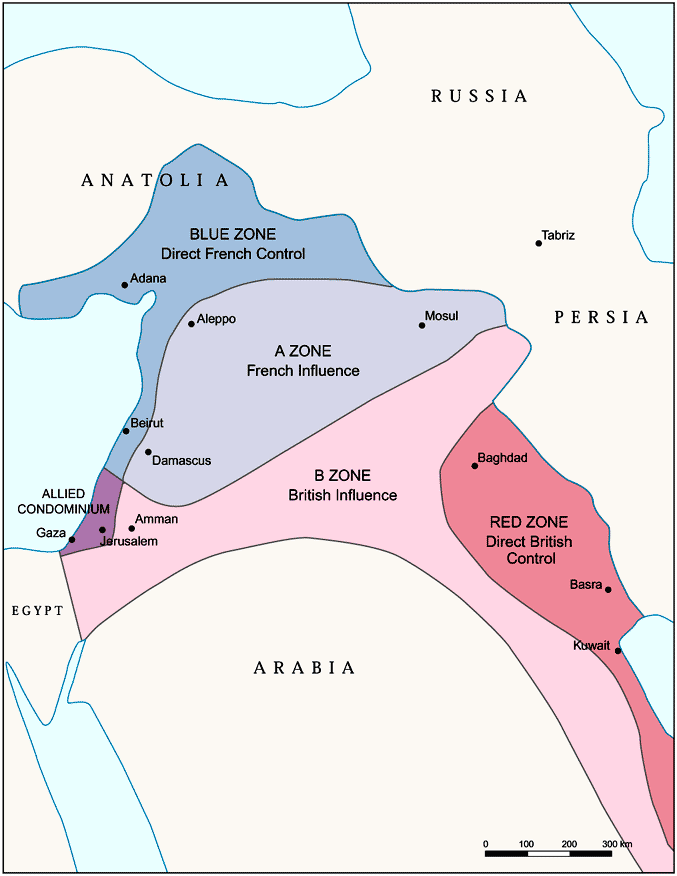
Plan rozbioru Imperium Osmańskiego i podziału stref wpływów pomiędzy Wielką Brytanię i Francję w umowie Sykes-Picot

Podczas I wojny światowej w 1917 Brytyjczycy pokonali wojska tureckie, zajmując całość terytorium Palestyny, Syrii i Libanu. Do końca wojny obszar ten pozostawał pod brytyjską administracją wojskową. Po wojnie istniała pilna potrzeba uregulowania stref wpływów i granic państwowych na całym Bliskim Wschodzie. Podczas spotkania alianckiej „Rady Czterech” w 1919, brytyjski premier David Lloyd George oświadczył, że podstawą porozumienia musi być umowa Fajsal-Weizman zawarta pomiędzy przywódcą ruchu syjonistycznego Chaimem Weizmanem i emirem Fajsalem I. Przy czym dla społeczności żydowskiej na Bliskim Wschodzie niezwykle ważnym były brytyjskie obietnice utworzenia w Palestynie „żydowskiej siedziby narodowej” zawarte w deklaracji Balfoura z 1917. Natomiast dla społeczności arabskiej niezwykle ważną była korespondencja prowadzona podczas I wojny światowej pomiędzy brytyjskim Wysokim Komisarzem Egiptu sir Henry McMahonem a szarifem Mekki Husajnem. Korona brytyjska zgodziła się wówczas „poprzeć arabskie dążenia niepodległościowe” w Imperium osmańskim. W zamian Arabowie przyłączyli się do wojny przeciwko Turkom. Na podstawie tych dwóch, częściowo sprzecznych z sobą obietnic, zarówno Żydzi, jak i Arabowie byli przekonani, że Wielka Brytania obiecała im utworzenie niepodległego państwa w Palestynie. Mocarstwa zachodnie były jednak związane odrębną umową Sykes-Picot zawartą w 1916 pomiędzy Wielką Brytanią a Francją. Dzieliła ona Bliski Wschód na pięć stref wpływów należących do Brytyjczyków i Francuzów, przy czym zakładano utworzenie obszaru, na którym miało powstać niezależne państwa arabskie. Postępując w zgodzie z tym porozumieniem wojska brytyjskie nie zajęły syryjskich miast: Damaszku, Hims, Hama i Aleppo. Otworzyło to drogę do wzrostu nastrojów panarabskich i aspiracji do utworzenia niepodległego państwa arabskiego. W lipcu 1919 syryjski Kongres Narodowy odmówił uznania jakiegokolwiek prawa francuskiego rządu nad którąkolwiek częścią terytorium Syrii. Wezwał Francję do uznania niepodległości Syrii, gdyby zaś mocarstwa uznały, że konieczne jest powierzenie jednemu z aliantów mandatu nad tym terytorium, prosił, by były to Stany Zjednoczone lub Wielka Brytania. Francja i Wielka Brytania były jednak  zdecydowane podzielić strefy wpływów na Bliskim Wschodzie zgodnie z umową Sykes-Picot.
Emir Fajsal starał się prowadzić umiejętną i wyważoną politykę zagraniczną, dlatego 6 stycznia 1920 parafował umowę z francuskim premierem Georges Clemenceau, który uznał „prawo Syryjczyków do zjednoczenia się, aby rządzić swoim niepodległym państwem”. Kongres ogłosił 8 marca 1920 w Damaszku powstanie niepodległego Królestwa Wielkiej Syrii. Emir Fajsal I został ogłoszony królem Wielkiej Syrii, w skład której miały wejść: Syria, Palestyna, Liban i północna część Mezopotamii. Brat Fajsala, Zajd został ogłoszony regentem Mezopotamii.

## Przebieg konferencji
W dniach 19-26 kwietnia 1920 w mieście San Remo we Włoszech odbyła się konferencja. Wzięli w niej udział przedstawiciele czterech głównych sprzymierzonych mocarstw biorących udział w I wojnie światowej. Wielką Brytanię reprezentował premier David Lloyd George, Francję reprezentował premier Alexandre Millerand, Włochy reprezentował premier Francesco Saverio Nitti, a Japonię ambasador K. Matsui. Celem konferencji było określenie mandatów Ligi Narodów w celu pokojowego administrowania byłymi ziemiami Imperium osmańskiego na Bliskim Wschodzie.
Wielka Brytania i Francja zgodziły się uznać tymczasową niepodległość Syrii i Mezopotamii, przy czym Francja miała objąć mandat w Syrii, a Wielka Brytania w Mezopotamii i Palestynie. Władze mandatowe miały udzielić pomocy administracyjnej do czasu osiągnięcia pełnej samowystarczalności przez nowe państwa.

## Tekst rezolucji
Rezolucja San Remo – 25 kwietnia 1920
Osiągnięto następujące porozumienia:
(A) Akceptujemy warunki Artykułów Mandatów, jak to określono poniżej w odniesieniu do Palestyny, przy założeniu, że proces dalszej dyskusji nad utworzeniem Władz Mandatowych nie pociągnie za sobą ograniczenie praw dotychczas posiadanych przez nie-żydowskie społeczności w Palestynie; dyskusja ta nie będzie odnosić się do kwestii protektoratu Francji, który został utworzony wcześniej i zatwierdzony przez rząd Francji.
(B) Warunki Artykułów Mandatów powinny być następujące:
Umawiające się Strony zgadzają się, że Syria i Mezopotamia, zgodnie z czwartym paragrafem Artykułu 22, Część I (Karta Ligi Narodów), powinny być tymczasowo uznane za niepodległe Państwa, potrzebujące pomocy administracyjnej i porad ze strony władz mandatowych do czasu, aż będą w stanie funkcjonować samodzielnie. Granice tych Państw zostaną ustalone, a wybór Mandatów dokonają Główne Siły Sprzymierzone.
Umawiające się Strony zgadzają się powierzyć, stosując postanowienia Artykułu 22, administrację Palestyny wybranemu Mandatowi, w granicach ustalonych przez Główne Siły Sprzymierzone. Mandat będzie odpowiedzialny za wprowadzenie w życie postanowień deklaracji ogłoszonej 8 listopada 1917 roku przez rząd brytyjski, a przyjętych przez Siły Sprzymierzone, na rzecz ustanowienia w Palestynie siedziby narodowej dla narodu Żydowskiego, przy czym jest zrozumiałe, że nie zostanie nic zrobionego, co mogłoby naruszyć prawa obywatelskie i religijne nie-Żydowskiej społeczności Palestyny, albo prawa i status polityczny Żydów, z którego korzystają w jakimkolwiek innym kraju.
Zobowiązuje się Mandat do powołania w jak najkrótszym czasie specjalnej komisji do zbadania wszelkich kwestii i wszelkich pytań dotyczących różnych wspólnot religijnych, i wypracowanie porozumienia. Skład tej komisji będzie odzwierciedlać interesy religijne stron. Przewodniczący Komisji zostanie mianowany przez Radę Ligi Narodów.
Warunki funkcjonowania mandatów na tych terytoriach zostaną sformułowane przez Główne Siły Sprzymierzone i przedłożone Radzie Ligi Narodów do zatwierdzenia.
Turcja niniejszym zobowiązuje się, zgodnie z postanowieniami Artykułu [132 Traktatu z Sèvres], przyjąć wszystkie decyzje, jakie zostaną podjęte w tym zakresie.
(C) Główne Siły Sprzymierzone powierzyły mandaty: Syrię dla Francji, a Mezopotamię i Palestynę dla Wielkiej Brytanii.
W odniesieniu do powyższej decyzji Najwyższa Rada zapoznała się z następującym zastrzeżeniem włoskiej delegacji:
Delegacja Włoch, w uwzględnieniu dużych interesów gospodarczych Włoch prowadzonych w basenie Morza Śródziemnego w Azji Mniejszej, zastrzega sobie zatwierdzenie tej rezolucji do czasu uregulowania Włoskich interesów w Azjatyckiej Turcji. 

## Konsekwencje
Decyzje konferencji w San Remo najsilniej uderzyły w Syryjczyków, niszcząc ich nadzieje na niepodległość i jedność narodową. Wywołało to falę protestów i demonstracji. Mimo to w czerwcu 1920 wojska francuskie wkroczyły do Królestwa Wielkiej Syrii, rozbijając wojska syryjskie w bitwie pod Majsalun (23 lipca 1920). W konsekwencji tego nastąpiło podzielenie terytorium Wielkiej Syrii pomiędzy francuski Mandat Syrii i Libanu i brytyjski Mandat Palestyny. Arabski rząd w Damaszku został obalony, a król Fajsal I zmuszony do wyjazdu do Palestyny, a stamtąd do Europy. Walki z syryjskimi oddziałami powstańczymi trwały jeszcze do 1923. Brytyjczycy postanowili następnie, że Fajsal będzie rządził brytyjskim terytorium mandatowym w Iraku.